# 日本レストランシステム
日本レストランシステム株式会社（にほんレストランシステム、英: NIPPON RESTAURANT SYSTEM.INC）は、レストランチェーンの経営、輸入品販売などを行う日本の企業。株式会社ドトール・日レスホールディングスの完全子会社。

## ブランド一覧

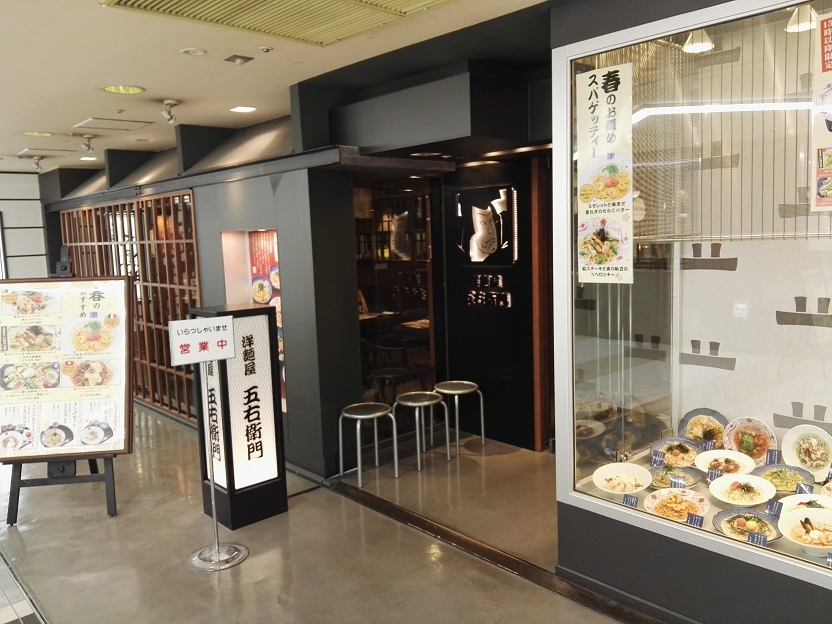
洋麺屋五右衛門

### パスタ
- 洋麺屋五右衛門[1]:お箸で食べるパスタ専門店
- 京風スパゲッティー 先斗入ル[1]:京野菜を中心とした京食材を利用した創作パスタの専門店
- たらこと私[1]

### カフェ
- 星乃珈琲店[1]
- THE DARJEELING[1]:ダージリンティー専門店
- MOZART[1]
- 上辻園[1]:和風カフェ
- OSLO COFFEE[1]
- CO-NIWA COFFEE[1]
- Cheeseとはちみつ[1]

### 洋風レストラン
- 卵と私[1]
- Salon Oeuf et Moi[1]
- サロン卵と私[1]
- 浅草軒[1]:洋食屋
- にんにく屋五右衛門[1]:にんにく料理

### ワインバー
- しゃぶり庵[1]:ワインと肉料理
- ITALIAN BAR POLLO PORRO[1]:イタリアンバール
- チーズとWINE[1]

### カレー
- 天馬[1]:カレーパンとカレー
- 天馬咖喱[1]:定番カレーとオリジナルカレー
- 天馬屋[1]:カレーパンとカレ

### 和風レストラン
- 安心・安全・健康 さんるーむ[1]:自然食
- 俵屋[1]:俵形ハンバーグ＆ステーキ
- 鶏五味[1]:銘柄鶏「伊達鶏」

### 焼肉・牛たん焼き
- 黒毛和牛 腰塚[1]
- 牛たん焼き 仙台辺見[1]

### うなぎ
- うなぎ大黒屋[1]

### うどん・そば
- 蕎麦いまゐ[1]

### 居酒屋
- 地鶏や[1]

### 2023年2月現在店舗一覧にないブランド
- カフェブーケ[2]
- カフェミラノ[2]
- 浅草食堂[2]
- 神戸れんが亭[2]
- タルタルハンバーグ 牛忠[2]
- 銀座咖喱堂[2]
- クラフトビールW＆W[2]

## 沿革
- 1973年4月 - ショウサンレストラン企画株式会社設立。
- 1973年6月 - ジャーマンレストランシステム株式会社設立。
- 1973年8月 - 株式会社ボルツ・ジャパン（のちに「南インド株式会社」に商号変更）設立。
- 1978年6月 - ジャーマンレストランシステムとショウサンレストラン企画が合併し、日本レストランシステム株式会社となる。
- 1996年5月 - 本社を現在の東京都渋谷区猿楽町に移転。
- 2001年6月 - 南インド株式会社と合併。
- 2003年7月 - 東京証券取引所2部上場。
- 2004年11月 - 東京証券取引所1部指定。
- 2007年10月 - 株式会社ドトールコーヒーと共同株式移転により、持株会社・株式会社ドトール・日レスホールディングスを設立。完全子会社となる。
- 2007年10月 - ドトール・日レスホールディングスが東京証券取引所1部上場。
- 2007年12月 - らでぃっしゅぼーや株式会社と資本業務提携。
- 2008年1月 - 関連会社として食料品等の通信販売会社T&Nネットサービス株式会社を合弁で設立。（出資比率50.00％）
- 2009年2月 - 日本レストランコンフェクショナリー株式会社を吸収合併。
- 2010年2月 - シンガポールへの進出のため、The　Asian　Kitchen　Food社と業務提携。
- 2010年8月 - 関連会社として豆腐等製造の株式会社絶品豆腐を設立。

## 出店・ブランド（1号店）
記事「ドトール・日レスホールディングス 」も参照。
- 1974年 - 「インドカレー専門店ボルツ」（東京）
- 1976年 - 和風スパゲッティ専門店「洋麺屋五右衛門」（東京）
- 1981年 - 「ウィーン菓子モーツアルト」（東京）
- 1986年 - 「大皿惣菜居酒屋 遊」（東京）
- 1990年 - 「にんにく屋五右衛門」（東京）
- 1991年 - 「牛タン焼舌郎」（東京）
- 1992年 - 「卵と私」（東京）
- 1994年 - 「メキシカン タコス屋」（東京）、「洋食浅草軒」（神奈川）
- 1999年 - 「地鶏や」（東京）
- 2001年 - 「洋麺屋五右衛門」（神奈川）
- 2003年 - 京風スパゲッティー「先斗入ル」（東京）、「さんるーむ」（北海道）、京風酒菜「釜ん座」（神奈川）
- 2006年 - 「安喰」（福岡）、「黒豚庵」（神奈川）
- 2007年 - 茶カフェ「上辻園」（神奈川）、陶板焼きハンバーグ「俵屋じゅう兵衛」（広島）、薩摩「若軍鶏」（東京）、「カフェブーケ」（大阪）
- 2008年 - 自然食スパゲッティ「麦とオリーブ」（東京）、「ザ・ダージリン」（東京）、クイックパスタの専門店「PASTA-YA」（埼玉）
- 2011年 - 「星乃珈琲店」（埼玉）
- 2013年 - 「Oslo Coffee」（東京）
- 2014年 - 「カレー＆カレーパン天馬」（東京）

## テレビ番組
- 日経スペシャル カンブリア宮殿 「失敗のススメ」（2007年4月23日、テレビ東京）- 会長 大林豁史出演[3]。

## 書籍

### 関連書籍
- 『外食・非常識経営論 今の売上で、2倍の利益を上げる方法』（著者:大林豁史）（2007年12月6日、ダイヤモンド社）ISBN 9784478002179
- 『21世紀のブランドを創る「星乃珈琲店」誕生物語 超積極策によるドトール日レスグループの復活劇』（著者:大林豁史）（2014年9月1日、ダイヤモンド社）ISBN 9784478029671